# Ploceus dichrocephalus
El tejedor de Salvadori (Ploceus dichrocephalus) es una especie de ave paseriforme de la familia Ploceidae endémica del Cuerno de África.

## Distribuido
Se encuentra únicamente en el Cuerno de África, distribuido por el sur de Somalia, el este de Etiopía y el noreste de Kenia.